# Ángel Gallardo (Santa Fe)
Ángel Gallardo es una localidad argentina ubicada en el departamento La Capital de la provincia de Santa Fe. Se halla sobre la ruta provincial 2, prácticamente conurbada con la ciudad de Santa Fe de la Vera Cruz. Depende administrativamente de la Comuna de Monte Vera
. Es una zona de gran crecimiento en los últimos años.
Como actividad económica se destaca la horticultura, encontrándose dentro del cinturón hortícola de Santa Fe.

## Población
Cuenta con 856 habitantes (Indec, 2010), lo que representa un incremento del 65% frente a los 519 habitantes (Indec, 2001) del censo anterior.
| Gráfica de evolución demográfica de Ángel Gallardo entre 1991 y 2010 |
|                                                                      |
| Fuente: Censos nacionales del INDEC                                  |